# حمزه بن شریف
حمزه بن شریف (عربی: حمزة بن شريف؛ زادهٔ ۹ فوریهٔ ۱۹۸۸) بازیکن فوتبال اهل فرانسه است که در پست مدافع یا هافبک بازی می‌کند.
از باشگاه‌هایی که در آن بازی کرده‌است می‌توان به باشگاه فوتبال لینکولن سیتی، باشگاه فوتبال یورک سیتی، باشگاه فوتبال مکلسفیلد تاون، باشگاه فوتبال القبائل، باشگاه فوتبال رکسهام، باشگاه فوتبال پلیموث آرگیل، باشگاه فوتبال گایزلی، باشگاه فوتبال ناتینگهام فارست، باشگاه فوتبال نوتس کانتی و باشگاه فوتبال هالیفاکس تاون اشاره کرد.
وی همچنین در تیم ملی فوتبال زیر ۲۰ سال الجزیره بازی کرده‌است.